# Onthophagus solidus
Onthophagus solidus är en skalbaggsart som beskrevs av Gillet 1927. Onthophagus solidus ingår i släktet Onthophagus och familjen bladhorningar. Inga underarter finns listade i Catalogue of Life.